# Riccia ozarkiana
Riccia ozarkiana là một loài rêu trong họ Ricciaceae. Loài này được McGregor mô tả khoa học đầu tiên.